# فربيون متطاول
فربيون متطاول (الاسم العلمي: Euphorbia oblongata) هو نوع نباتي يتبع جنس الفربيون من الفصيلة اللبنية.